# Bataljon Kastuś Kalinoŭski
Bataljon Kastuś Kalinoŭski (ukrajinsko Батальйон імені Кастуся Калиновського, belorusko Батальён імя Кастуся Каліноўскага) je skupina beloruskih prostovoljcev, ki je bila ustanovljena z namenom obrambe Ukrajine pred rusko invazijo leta 2022.
Od marca 2022 dalje so poročali, da je več kot tisoč Belorusov zaprosilo za pridružitev enoti.

## Zgodovina
Prva tuja prostovoljska skupina v Ukrajini med rusko-ukrajinsko vojno je bila taktična skupina "Belarus", ustanovljena leta 2015 med vojno v Donbasu.
Bataljon je dobil ime po Kastušu Kalinoŭskem, beloruskemu voditelju iz 19. stoletja, ki se je leta 1863 na zahodnih regijah Ruskega imperija boril med januarsko vstajo proti Ruskemu imperiju. Poročali so, da se je od 5. marca 2022 bataljonu pridružilo približno 200 Belorusov.
13. marca 2022 je bataljon naznanil svojo prvo žrtev, Alekseja Skoblijo.
Bataljon je bil predstavljen na javnih plakatih v Kijevu za ponazoritev ukrajinsko-beloruskih vojaških vezi.
25. marca 2022 so poročali o zaprisegi bataljona in njegovem uradnem sprejemu v ukrajinsko vojsko. 29. marca 2022 so se prostovoljci bataljona Kastuś Kalinoŭski borili skupaj z ukrajinskimi vojaki za ponovno zavzetje Irpina.
1. aprila 2022 so poročali, da se je na tisoče prostovoljcev – med katerimi je bilo veliko disidentov, ki so bili aretirani po beloruskih protestih 2020–2021, prijavilo za članstvo v bataljonu, vendar je njihovo preverjanje in opremljanje povzročilo upočasnitev njihove razporeditve.

## Reakcije
Ustanovitev bataljona je podprla vodja beloruske opozicije Svetlana Tihanovska, ki je opozorila, da se "vse več ljudi iz Belorusije pridružuje Ukrajincem pri obrambi Ukrajine". Beloruski predsednik Aleksander Lukašenko, zaveznik ruskega predsednika Vladimirja Putina, je prostovoljce označil za "ponorele državljane".

## Pomembni člani
- Pavel Šurmej, nekdanji beloruski olimpijski veslač in svetovni rekorder.[15]
- Dzyanis Urbanovich (be), predsednik Mlade fronte[16]